# Sittich von Berlepsch († 1513)
Sittich von Berlepsch (* im 15. Jahrhundert; † 1513)  war der fünfte Erbkämmerer von Hessen, Herr auf Berlepsch, Melsungen, Ludwigstein und Staufenberg sowie landgräflicher Gesandter, Hofmeister und Statthalter zu Kassel.

## Leben

### Familie
Sittich von Berlepsch entstammte dem alten hessischen Adelsgeschlecht derer von Berlepsch, das sich nach der Zerstörung seiner südniedersächsischen Stammburg Barlissen im 14. Jahrhundert an der Werra festgesetzt hatte, wo es bereits im Besitz mehrerer Güter war. Er war der Sohn des dritten Erbkämmerers Sittich von Berlepsch und dessen Gemahlin Christine geb. von Weitershausen († 1481).
Aus seiner Ehe mit Gesa von Oldershausen stammte der Sohn Hans Sittich (1480–1533), der als zeitweiliger Verwahrer und Gastgeber Martin Luthers bekannt wurde.

### Wirken
Sittich wurde 1488, als Landgraf Wilhelm III. von Hessen noch unter Vormundschaft stand, dessen Rat, war von 1492 bis 1496 in der landgräflichen Kanzlei in Marburg tätig und wurde zum Rat und Diener des Hauses Hessen bestallt. Er begleitete den Landgrafen auf den Reichstagen zu Worms und Freiburg in den Jahren 1495/1498. 1507 war er Gesandter des Landgrafen auf dem Reichstag zu Konstanz. Landgraf Wilhelm III. verpfändete ihm von 1498 bis 1507 für 2000 Gulden die Burg Staufenberg.
Nach dem Tode des Landgrafen Wilhelm III. im Jahre 1500 wurde Sittich unter dessen Nachfolger Philipp zum Hofgericht abgeordnet, wo er von 1503 bis 1509 Beisitzer war. Von April 1507 bis 1513 war er, als ältester in Hessen Ansässiger seines Geschlechts, landgräflicher Erbkämmerer, eines der vier erblichen Hofämter im hessischen Adel. 1509 findet Sittich als Mitglied der landgräflichen Zentralverwaltung und im Jahr darauf als Hofmeister und Statthalter zu Kassel Erwähnung.